# Запис Младеновића оброк (Суково)
Запис Младеновића оброк (Суково) се налази на парцели чији је власник Младеновић Босанка.

## Локација
| Општина             | Пирот                                                   |
| Катастарска општина | Суково                                                  |
| Потес               | Камик                                                   |
| Координате          | 43° 02′ 39″ С; 22° 39′ 32″ И / 43.0441° С; 22.659001° И |
| Надморска висина    | 450m                                                    |

## Карактеристике
Дендрометријске вредности утврђене на терену и сателитским снимцима:
| Стабло                     | Крст |
| Висина стабла              | m    |
| Обим дебла                 | m    |
| Пречник крошње             | 0m   |
| Пречник дебла              | m    |
| Висина дебла до прве гране | m    |

## База записа
Запис је у оквиру Викимедија пројекта "Запис - Свето дрво" заведен под редним бројем 0459.